# Benelli M3
Das Benelli M3 (Super 90) ist eine von dem italienischen Feuerwaffenhersteller Benelli produzierte halbautomatische Flinte, die besonders für Flintenlaufgeschosse eingesetzt wird. Zusätzlich kann sie mittels pump-action betrieben werden.

## Beschreibung
Das Benelli M3 hat ein 7-schüssiges Magazin (+ eine Patrone im Lauf) und verwendet das zuerst im Benelli M1 gezeigte halbautomatische Benelli System. Das Benelli M3 erlaubt sowohl die Benutzung als halbautomatische Waffe als auch manuelle Ladetätigkeit als Vorderschaftrepetierer. Es ist als zuverlässige Waffe mit breitem Anwendungsspektrum bekannt und wird sowohl von Polizeikräften als auch Sportschützen verwendet.
Bei der Verwendung schwächerer Munition mit geringem Rückstoß wie etwa Gummigeschossen, wird das M3 manuell durchgeladen.
Mit normaler Schrotmunition kann das M3 in den Halbautomatik-Modus umgeschaltet werden.
Der wesentliche Unterschied zu der Vorgängerwaffe Benelli M1 ist der Wechsel zwischen manueller und halbautomatischer Verwendung. Die Nachfolgeversion Benelli M4 wird bei den US Marines eingesetzt.

## Varianten
Das M3 ist mit unterschiedlichen Lauflängen, Schäften und Visieren in verschiedenen Varianten erhältlich:
- Fixschaft
- Demontier-/klappbarer Schaft mit Pistolengriff

Die am Benelli M3 verwendeten Visiere sind entweder als offene Visiere oder mit verschiedenen Halterungen für optische Visiere lieferbar. Laserpointer sind als Zusatzoption möglich.

## Anwender
- Estland: Estnische Armee[1]
- Frankreich: verschiedene Einheiten der französischen Armee[2]
- Indonesien:
  - Kommando Pasukan Katak (Kopaska) taktische Tauchergruppe und dem
  - Kommando Pasukan Khusus (Kopassus) Spezialeinsatzkräfte verwendet.[3]
- Irland[4]
- Luxemburg: Unité Spéciale de la Police der Police grand-ducale.[5][6][7]
- Tschechien: Spezialeinheiten der Tschechischen Streitkräfte[8]